# Nagy Barnabás (labdarúgó)
Nagy Barnabás Szabolcs (Szigetvár, 2000. szeptember 5. –) magyar labdarúgó, a Ferencváros játékosa.

## Pályafutása

### Klubcsapatokban
Pályafutását szülővárosában, a Szigetvári TK utánpótlás-egyesületében kezdte. Kezdeti éveiben megfordult a Pécsi MFC, a Ferencváros, a Szentlőrinc és az MTK Budapest akadémiáján is. Első felnőtt mérkőzését a Szentlőrinc csapatában játszotta, csereként lépett pályára egy Komlói Bányász ellen 3–0-ra megnyert magyar harmadosztályú találkozón.

#### MTK Budapest
2017-ben került az MTK Budapest akadémiájára, ahol eleinte az U17-es, az U19-es és a második csapatban kapott szerepet. Az első csapatban 2018. március 25-én debütált, kezdőként 83 percet kapott egy Budaörs elleni másodosztályú bajnokin. 2018 augusztusában profi szerződést kötött a klubbal, Polyák Balázs, az MTK sportigazgatója pedig így nyilatkozott a játékáról: „A magyar labdarúgás helyzetét elnézve látható, hogy mekkora érték lehet, ha valaki hiányposzton játszik. Ő ilyen, hiszen minden adottsága megvan ahhoz, hogy bal oldali védőként befusson. Agilis, gyors, jól bánik lábbal és fejjel is a labdával. Csak rajta múlik, mire viszi, mi ehhez minden segítséget megadunk neki.” A profi szerződés ellenére továbbra is az U19-es korosztályban játszott, 2018. október 31-én kezdőként lépett pályára a felnőtt csapatban egy Vecsési FC ellen 5–0-ra megnyert Magyar kupa-találkozón. A 2019–20-as idényben Ajkán, a 2020–21-es szezonban pedig a Szentlőrinc csapatánál szerepelt kölcsönben.
2021. augusztus 6-án Gera Zoltán, a magyar U21-es válogatott szövetségi edzője meghívta a nemzeti együttes összetartására, bár később nem kapott játéklehetőséget a csapatban. A magyar élvonalban 2021. augusztus 7-én mutatkozhatott be egy Budapest Honvéd ellen 1–0-ra megnyert mérkőzésen.
A 2021–22-es szezonban is inkább kiegészítő embernek számított a kék-fehéreknél, az első csapatban rendre csereként számítottak a játékára, a második csapatban három mérkőzést játszott a harmadosztályban. Emiatt az idény második felére ismét kölcsönadták a Szentlőrincnek. Visszatérését követően, a 2022–23-as szezon első felében öt mérkőzésen kapott szerepet az immáron másodosztályú első csapatban, a harmadik vonalban szereplő második csapatban hét alkalommal játszott.

##### FC Ajka (kölcsönben)
2019. június 24-én kölcsönben a magyar másodosztályban szereplő FC Ajka labdarúgója lett egy szezon erejéig. A csapatban 2019. augusztus 4-én debütált a Győri ETO ellen 1–0-ra elveszített mérkőzésen, az NB II első fordulójában. Összesen 17 bajnoki mérkőzésen kapott lehetőséget, gólt nem szerzett.

##### Szentlőrinc (kölcsönben)
A 2020–2021-es szezont kölcsönben a Szentlőrinc csapatánál töltötte. A másodosztályú gárdában végig alapembernek számított, 34 mérkőzésen lépett pályára a szezon során. 2021. április 7-én megszerezte első gólját a csapatban a Kazincbarcikai SC elleni, 1–1-es döntetlennel záruló mérkőzésen. Az idény végeztével visszatért az MTK csapatához.
2022 januárjában bejelentették, hogy a tavaszi szezonra az MTK ismét kölcsönadja a játékost a baranyaiaknak. 2022. március 20-án győztes gólt lőtt szabadrúgásból a Szombathelyi Haladás ellen 1–0-ra megnyert találkozón. A kölcsönszerződés lejártával a szezon végén visszatért az MTK-hoz.

#### Nyíregyháza Spartacus
2023 januárjában bejelentették, hogy kétéves szerződést kötött a Nyíregyháza Spartacus együttesével. Bemutatkozó mérkőzésére a Szombathelyi Haladás ellen került sor 2023. január 29-én, kezdőként végigjátszotta a meccset. Első szezonjában összesen 18 bajnoki mérkőzésen játszott, amelyeken végig a kezdőben kapott helyet.
A 2023–24-es szezonban alapembere volt az NB II-es bajnoki címet szerző együttesnek, összesen 37 alkalommal szerepelt, ebből 32-szer kezdőként kapott játéklehetőséget. A Magyar kupában is alapembernek számított, ahol csapata egészen az elődöntőig menetelt, ahol végül a Ferencváros állította meg őket. Első szezonjában gólt nem szerzett, azonban öt gólpasszt is kiosztott.
2024. júliusában bejelentették, hogy két évvel meghosszabbítja szerződését a csapatnál. A szerződéshosszabbítás aláírása után így nyilatkozott: „Nagyon jó érzés, hogy elégedettek voltak a teljesítményemmel. Részemről nem volt kérdés, hogy hosszabbítok, és örülök, hogy újra az élvonalban futballozhatok. Szeretnék az NB I-ben is meghatározó játékosa lenni a csapatnak, és bízom benne, hogy sikeres szezon vár ránk.”
A balhátvéd az élvonalban is fontos tagja maradt a csapatnak, a 2024–25-ös szezon során 32 mérkőzésen lépett pályára, ebből 31 alkalommal a kezdőcsapatban kapott helyet. Első NB I-es gólját a csapatban 2024. szeptember 21-én, a Debreceni VSC ellen 3–2-re megnyert rangadón szerezte. A szezon során egy gólt lőtt, emellett hat gólpasszt is kiosztott.

#### Ferencváros
2025. június 11-én bejelentették, hogy a Ferencvárosi TC szerződtette. Hajnal Tamás, az FTC sportigazgatója így jellemezte a játékát: „Barna játékában megvan az a fajta intenzitás, ami nélkülözhetetlen a modern futballban. Támadó szellemű balhátvédként képes rendszeresen helyzeteket teremteni – gólpasszaival komoly fegyvert jelent a bal oldalon. Többféle játékrendszerben is otthonosan mozog, legyen szó három- vagy négyvédős felállásról.”
Első mérkőzését a zöld-fehérek színeiben az MTK Budapest elleni idegenbeli bajnokin játszotta, a 78. percben állt be Callum O’Dowda helyére. Élete első nemzetközi kupameccsére az örmény Noah ellen került sor a Bajnokok Ligája első selejtezőkörében, csereként lépett pályára a 93. percben.

## Sikerei, díjai

### Klubcsapatokban
Nyíregyháza Spartacus
- A magyar másodosztály bajnoka: 2023–24[27]